# Marie Pleyel
Pour les articles homonymes, voir Pleyel (homonymie) et Moke.
Marie-Félicité-Denise Moke, plus connue sous le nom de Marie Pleyel, est une pianiste belge née le 4 septembre 1811 à Paris et morte le 30 mars 1875 à Saint-Josse-ten-Noode (Bruxelles). 
Elle est une des plus célèbres virtuoses du XIXe siècle. 
Marie Pleyel était un esprit libre aussi bien dans sa carrière que dans sa vie privée mais elle était très respectée sur la scène musicale européenne.

## Biographie
Marie-Félicité-Denise Moke est née à Paris le 4 juillet 1811. Son père, Jean Jacques Moke, est un professeur de langues, originaire de Torhout, en Flandres. Sa mère, Maria Magdalena Segnitz, tient un magasin de lingerie à Paris.
Fiancée avec Hector Berlioz en 1830, elle rompt sur l'instigation de sa mère et épouse le 5 avril 1831 Camille Pleyel, fils du compositeur et fabricant de pianos Ignace Joseph Pleyel.
Cette rupture rend Berlioz fou de rage, il entreprend de quitter l'Italie (où il se trouve après avoir remporté le Prix de Rome) et de se rendre à Paris pour tuer Marie ainsi que sa mère. Heureusement les circonstances et la raison reprennent le dessus et le funeste projet ne se réalise pas. Cependant Berlioz lui garde une rancune féroce qu'il transpose dans une nouvelle des Soirées de l'orchestre, Euphonia ou la ville musicale, où elle apparaît « à peine déguisée » sous le nom anacyclique d'Ellimac (Camille) puis sous celui, plus mystérieux, de Nadira.
Camille et Marie Pleyel ont un fils, Ignace Henry Pleyel (1832-1853) et une fille, Camille Louise Pleyel (1833-1856).
Les époux se séparent quatre ans plus tard et Camille obtient le divorce pour infidélité le 29 juillet 1836.

## Carrière musicale
Enfant prodige au piano, Marie Pleyel donne son premier concert à l'âge de huit ans. 
Elle étudie avec Jaques Herz (1794–1880), frère de Henri Herz, plus tard avec Friedrich Kalkbrenner et Ignaz Moscheles. À l’âge de quinze ans, elle est déjà connue en Belgique, Autriche, Allemagne et Russie comme une virtuose accomplie.  Elle impressionne le public par l’aisance et la poésie de son interprétation de Beethoven et de l’école romantique.
Bientôt elle est considérée comme l’un des meilleurs pianistes de son temps et est louée par les plus grands artistes de l'époque.
Frédéric Chopin lui dédie son opus 9 « Nocturnes »[réf. nécessaire].
Franz Liszt la considère comme « pas simplement une grande pianiste femme, mais un des plus grands artistes du monde ». Ils se produisent ensemble à Vienne en 1839. La technique de Marie est d'ailleurs comparée à celle de Franz Liszt.
François-Joseph Fétis déclare : « ...mais je déclare qu'aucun d'eux ne m'a donné, comme Madame Pleyel, le sentiment de perfection. »
Heinrich Heine la considère parmi les plus grands pianistes « Thalberg est un roi, Liszt un prophète, Chopin un poète, Herz un militant, Kalkbrenner un troubadour, Mme Pleyel une sibylle, et Döhler un pianiste. »
Elle fait des tournées en Angleterre, en Autriche et en Russie. C’est en Russie qu’elle entend le pianiste autrichien Sigismund Thalberg, qui exerce désormais sur elle une grande influence artistique.
Marie Pleyel est en contact avec les personnes les plus connues et les plus influentes de son époque ; elle est un membre important et actif de l’élite artistique du milieu du XIXe siècle.
Elle y compte aussi de nombreux admirateurs et beaucoup d'amis intimes : les compositeurs  Félix Mendelssohn Bartholdy, Frédéric Chopin, Robert Schumann, Ferdinand Hiller; les écrivains et poètes Félix Arvers, Alfred de Musset, Heinrich Heine, Alexandre Dumas (père et fils), Jules Janin, Emmanuel Gonzalès, Victor Hugo ; les peintres Eugène Delacroix, Adolphe Yvon etc.
Elle inspira à Gérard de Nerval la nouvelle Pandora et, pour partie, Aurélia. Alexandre Dumas père lui consacra un épisode de son récit intitulé "Une aventure d'amour".
Peter Bloom écrit que Marie  Pleyel « pourrait être la clé pour comprendre le fonctionnement du milieu musical du Paris musical autour de 1830 ».
En 1842, elle s’installe à Bruxelles.
Avec l’appui de François-Joseph Fétis, elle crée l’école de piano au Conservatoire royal de Bruxelles. Elle y enseigne de 1848 à 1872.
Franz Liszt célèbre ses talents pédagogiques : « Il n'y a qu'une seule école appropriée à l'art (du piano) ; c'est celle de Madame Pleyel ».
Marie Pleyel meurt en 1875 à l’âge de 63 ans et est inhumée au cimetière de Laeken.
Bien que célèbre et célébrée à son époque, l’histoire de la musique n'accorde pas une place très importante à Marie Pleyel. Sa liberté et son indépendance ont été souvent moquées ou méprisées. Ce mépris s’explique au moins en partie du fait qu’elle est une femme. De nombreuses femmes pianistes ont eu du succès au XIXe siècle et peu d’entre elles sont encore mentionnées au début du XXIe siècle.